# فيكتور موريس
فيكتور موريس (بالإنجليزية: Victor Maurus) (ولد في القرن الثالث في موريتانية، توفي حوالي 303 في ميلانو) وكان من مواليد موريتانية وشهيد مسيحي، وفقا للروايات، يبجل كقديس. كان فيكتور المولود في عائلة مسيحية جنديًا في الحرس الملكي الروماني. بعد أن دمر بعض المذابح الوثنية، تم اعتقاله وتعذيبه وقتل حوالي 303.